# Lijst van watertorens in Friesland
Deze lijst vormt een overzicht van watertorens in Friesland.
| Watertoren                     | Plaats               | Provincie | Bouwjaar                             | Afgebroken | Hoogte  | Inhoud           | Architect                           | Foto |
| ------------------------------ | -------------------- | --------- | ------------------------------------ | ---------- | ------- | ---------------- | ----------------------------------- | ---- |
| Akkrum-Nes                     | Nes                  | Friesland | 1957                                 |            | 41 m    | 515 m³           | A.P. Wesselman van Helmond          |      |
| Bolsward                       | Bolsward             | Friesland | 1929                                 |            | 37,4 m  | 200 m³ + 200 m³  |                                     |      |
| Dokkum                         | Dokkum               | Friesland | 1958                                 |            | 37 m    | 1000 m³          | J.J.M. Vegter                       |      |
| Drachten                       | Drachten             | Friesland | 1959                                 |            | 42 m    | 500 m³ + 1000 m³ | J.J.M. Vegter                       |      |
| Franeker                       | Franeker             | Friesland | 1925                                 |            | 48,80 m | 445 m³           | I.W.G.L.                            |      |
| Harlingen                      | Harlingen            | Friesland | 1931                                 | 1990       | 45,90 m | 300 m³ + 300 m³  | Bredasche Beton Mij.                |      |
| Heerenveen                     | Heerenveen           | Friesland | 1915                                 | 1982       | 42 m    | 150 m³           | R. Kuipers                          |      |
| Hoorn (Terschelling)           | Hoorn (Terschelling) | Friesland | 1958                                 |            | 10 m    | 200 m³           |                                     |      |
| Joure                          | Joure                | Friesland | 1928                                 |            | 30,3 m  | 150 m³           | C.J. Wierda                         |      |
| Leeuwarden, Schrans            | Leeuwarden           | Friesland | 1888                                 | 1972       | 37 m    | 500 m³           | H.P.N. Halbertsma en J. Verheul     |      |
| Leeuwarden, Groningerstraatweg | Leeuwarden           | Friesland | 1925                                 |            | 36 m    | 1000 m³          | Bredasche Beton Maatschappij        |      |
| Lippenhuizen                   | Lippenhuizen         | Friesland | 1932                                 |            | 44,25 m | 300 + 300 m³     | I.W.G.L. en de Bredasche Beton Mij. |      |
| Schiermonnikoog, Zuidertoren   | Schiermonnikoog      | Friesland | 1950 (in 1854 gebouwd als vuurtoren) |            | 31,5 m  | 44 m³            | H.G. Jansen                         |      |
| Sint Jacobiparochie            | Sint Jacobiparochie  | Friesland | 1957                                 |            | 41 m    | 515 m³           | A.P. Wesselman van Helmond          |      |
| Sneek                          | Sneek                | Friesland | 1908                                 |            | 44 m    | 350 m³           | G. Halbertsma                       |      |

Drenthe ·
Flevoland ·
Friesland ·
Gelderland ·
Groningen ·
Limburg ·
Noord-Brabant ·
Noord-Holland ·
Overijssel ·
Utrecht ·
Zeeland ·
Zuid-Holland